# Premio Abdus Salam
El Premio Abdus Salam (a veces llamado como Premio Salam(Abdus Salam)), es el premio más prestigioso que se concede anualmente a los Pakistánies en el campo de la química, las matemáticas, la física y la biología. El premio se otorga a los científicos que residen en Pakistán, por debajo de 35 años de edad. Consiste en un certificado que permite una citación y un premio en efectivo de U$S1.000.

## Ganadores
- Dr. Pervaiz Amirali Hoodbhoy (1984)
- Dr. Mujahid Kamran (1985)
- Dr. Muhammad Suhail Zubairy (1986)
- Dr. Bina S. Siddiqui (1986)
- Dr. Qaiser Mushtaq (1987)
- Dr. M. Iqbal Choudhry (1990)
- Dr. Ashfaque H. Bokhari (1991)
- Dr. Anwar-ul Hassan Gilani (1994)
- Dr. Naseer Shahzad (1998)
- Dr. Tasawar Hayat (1999)
- Dr. Rabia Hussain (2000)
- Dr. Naseer-Ud-Din Shams (2009)
- Dr. Tayyab Kamran (2009)
- Amer Iqbal (2012)

Lista incompleta